# Świeszyno (Poméranie-Occidentale)
Pour les articles homonymes, voir Świeszyno.
Świeszyno est une localité polonaise, siège de la gmina rurale de Świeszyno, située dans le powiat de Koszalin en voïvodie de Poméranie-Occidentale. Elle se situe à 7 km au sud de la ville de Koszalin et à 131 km au nord-est de la capitale régionale Szczecin.

## Géographie

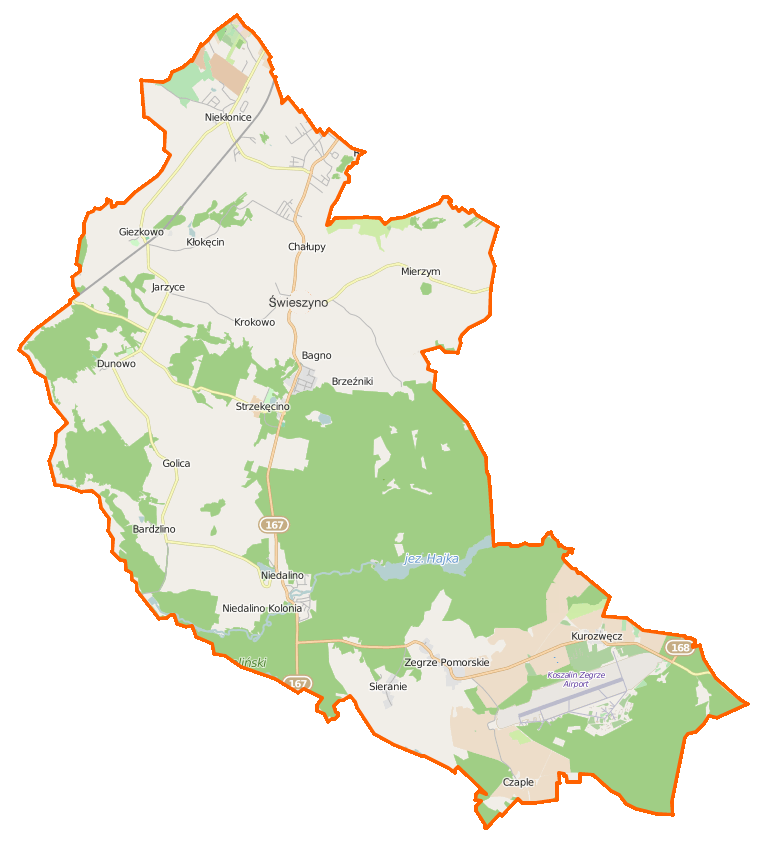
Carte de la gmina de Świeszyno.